# Guvernoratele Libanului
Libanul este împărțit în șase guvernorate (muhafazah), listate mai jos (cu capitalele în paranteze):
| Guvernorat     | Denumirea arabă | Capitală | ISO code | Suprafață (km2) | Populație (2017) | Actualul guvernator |
| -------------- | --------------- | -------- | -------- | --------------- | ---------------- | ------------------- |
| Akkar          | عكار            | Halba    | LB-AK    | 776             | 423,596          | Imad Labaki         |
| Baalbek-Hermel | بعلبك - الهرمل  | Baalbek  | LB-BH    | 3,009           | 457,932          | Bachir Khodr        |
| Beirut         | بيروت           | Beirut   | LB-BA    | 18              | 433,249          | Marwan Abboud       |
| Beqaa          | البقاع          | Zahleh   | LB-BI    | 1,271           | 534,342          | Kamal Abou Jaoudeh  |
| Keserwan-Jbeil | كسروان - جبيل   | Jounieh  | N/A      | 722             | 282,222          | Pauline Deeb        |
| Munții Liban   | جبل لبنان       | Baabda   | LB-JL    | 1,238           | 1,520,016        | Mohammed Al-Makkawi |
| Nabatiye       | النبطية         | Nabatiye | LB-NA    | 1,058           | 383,839          | Mahmoud Al-Mawla    |
| Nord           | الشمال          | Tripoli  | LB-AS    | 1,205           | 790,951          | Ramzi Nohra         |
| Sud            | الجنوب          | Sidon    | LB-JA    | 943             | 590,078          | Mansour Daw         |

Toate guvernoratele, cu excepția Guvernoratului Beirut și Akkar sunt împărțite în districte, care sunt subdivizate în municipalități.
Cel mai nou guvernorat este Keserwan-Jbeil, care a fost creat la 7 septembrie 2017 dar al cărui prim guvernator, Pauline Deeb, nu a fost numit până în 2020.Punerea în aplicare a următoarelor guvernorate cel mai recent create, Akkar și Baalbek-Hermel, rămâne, de asemenea, în curs de desfășurare de la numirea primilor lor guvernatori în 2014.